# Vayre
Der Vayre (französisch: Ruisseau de Vayre) ist ein kleiner Fluss am Südwestrand des Zentralmassivs von Frankreich, der im Département Aveyron der Region Okzitanien südwestlich der Stadt Rodez verläuft.

## Geografie

### Verlauf
Der Vayre entspringt im westlichen Gemeindegebiet von Baraqueville an der Nationalstraße N88, verläuft generell Richtung Südwest und mündet nach rund 15 Kilometern an der Gemeindegrenze von Quins und Naucelle als linker Nebenfluss in den Lézert.

### Orte am Fluss
(Reihenfolge in Fließrichtung)
- La Fage, Gemeinde Baraqueville
- Soulayrols, Gemeinde Gramond
- Le Mazet, Gemeinde Quins
- Lacam, Gemeinde Gramond
- Le Plo, Gemeinde Quins
- Le Verdier, Gemeinde Quins
- Les Escourgats, Gemeinde Sauveterre-de-Rouergue
- La Prade Basse, Gemeinde Quins